# 8 bits

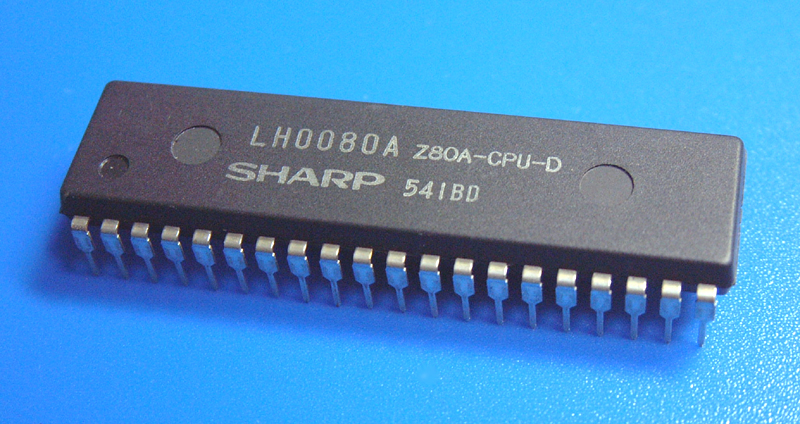
El Sharp LH0080A, una UCP de 8 bits (clon del Z80)

En l'arquitectura informàtica, 8 bits és un adjectiu usat per descriure enters, adreces de memòria o altres unitats de dades que comprenen fins a 8 bits (1 octet) d'ample, o per referir-se a una arquitectura de UCP i UAL basades en registres, busos d'adreces o bus de dades d'aquest ample. Hi ha 28 (256) valors possibles per a 8 bits. Vuit bits és també un terme donat a una generació d'ordinadors en els quals els processadors de 8 bits eren la norma. Les UCPs de 8 bits normalment utilitzen un bus de dades de 8 bits i un bus d'adreces de 16 bits que vol dir que el seu espai d'adreces es limiti a 64 KiB. Això no és una «llei natural», tanmateix, així hi ha excepcions.
El primer microprocessador de 8 bits àmpliament adoptat va ser l'Intel 8080, sent utilitzat a molts ordinadors d'afeccionats dels últims anys 1970 i els primers anys 1980, sovint corrent el sistema operatiu CP/M. El Zilog Z80 (compatible amb el 8080) i el Motorola 6800 també s'utilitzaven en ordinadors similars. Les UCPs de 8 bits Z80 i MOS Technology 6502 eren àmpliament utilitzats en ordinadors domèstics i consoles de joc dels anys 1970 i 1980. Molts CPUs o microcontroladors de 8 bits són la base dels ubics sistemes incrustats d'avui.

## Per què 8 bits?
Els microprocessadors de 4 bits es van desenvolupar durant els primers anys 1970 començant amb l'Intel 4004. Intel ràpidament va llançar processadors de 8 bits, i la majoria dels seus competidors van començar amb 8 bits. El rendiment i les limitacions de memòria significaven que els processadors de 4 bits de pressa eren descartats d'aplicacions més exigents (tanmateix, els processadors de 4 bits encara es produeixen en sèrie).

## Llista de CPU de 8 bits
Una CPU pot ser classificada amb base en les dades a què pot accedir en una única operació. Un processador de 8 bits pot accedir a 8 bits de dades en una única operació, mentre un processador de 16 bits pot accedir el doble de dades en la mateixa operació.

### Exemples de processadors de 8 bits
- Atmel AVR (família de microcontroladors)
- Intel 8008
- Intel 8080 (8008 font compatible)
- Intel 8085 (8080 binari compatible)
- Intel 8051 (arquitectura Harvard)
- MOS Technology 6502
- MOS Technology 6507
- Motorola 6800
- Motorola 6803
- Motorola 6809 (parcialment 6800 compatible)
- Microxip PIC10
- Microxip PIC12
- Microxip PIC16
- Microxip PIC18
- Zilog Z80 (8080 binari compatible)
- Zilog Z180 (Z80 binari compatible)
- Zilog Z8
- Zilog eZ80 (Z80 binari compatible)